# Liège-Bastogne-Liège 1951
La 37e édition de Liège-Bastogne-Liège a eu lieu le 22 avril 1951 et a été remportée par le Suisse Ferdi Kübler. Il réussit le doublé Flèche wallonne - Liège-Bastogne-Liège.
La course est l'une des épreuves comptant pour le Challenge Desgrange-Colombo.
Ferdi Kubler bat au sprint le jeune Belge âgé de 21 ans Germain Derycke. Pour la quatrième place, le Suisse Jean Brun règle le sprint du peloton devant quelques ténors : Jean Robic, Gino Bartali et Louison Bobet.
161 coureurs étaient au départ. 72 rejoignent l'arrivée.

## Classement
| n° | Coureur         | Équipe             | Temps           |
| -- | --------------- | ------------------ | --------------- |
| 1  | Ferdi Kübler    | Tebag              | 5 h 41 min 01 s |
| 2  | Germain Derycke | Alcyon-Dunlop      | m.t.            |
| 3  | Wout Wagtmans   | Garin              | à 21 s          |
| 4  | Jean Brun       | Peugeot-Dunlop     | à 27 s          |
| 5  | Jean Robic      | Automoto           | m.t.            |
| 6  | Gino Bartali    | Bartali-Ursus      | m.t.            |
| 7  | Louison Bobet   | Stella-Dunlop      | m.t.            |
| 8  | Ernest Sterckx  | Terrot-Wolber      | m.t.            |
| 9  | Marcel Kint     | Mercier-Hutchinson | m.t.            |
| 10 | Valère Ollivier | Bertin             | m.t.            |